# タチアナ・ガメラ＝シュミルコ
タチャーナ・ハメラ＝シュミルコ（Тетяна Гамера-Шмирко, Tetyana Hamera-Shmyrko, 1983年6月1日 - ）はウクライナの女子陸上競技選手。専門は長距離走・マラソン。ウクライナ代表としてロンドンオリンピック・女子マラソン5位入賞の成績を残した。日本のマスコミの見出しでは、「ガメラ」の略称が使われることが多い。ウクライナ語ではハメラが正しい読み方であり、英語では、Hameraの綴りで書かれる。
家族に外科医の夫と娘がいる。

## 経歴
テルノーピリ州出身。タチアナは中距離走の選手として陸上競技のキャリアをスタートし、2009年以降長距離走の大会に出場するようになった。2010年のウクライナ選手権5000mに出場して16分16秒55の記録で4位に入り、ポーランド・コシチャンで行われるコシチャンハーフマラソンで3位に入った。2011年、クラクフで行われるクラコヴィアマラソンに出場してマラソンデビューを果たし、2時間28分14秒の記録で優勝を飾った。同年8月、ウクライナ代表として世界選手権・女子マラソンに出場し15位となった。
2012年1月、タチアナは大阪国際女子マラソンでウクライナ新記録となる2時間24分46秒を記録して、重友梨佐に次ぐ2位に入った。大阪ではラスト2.195kmを7分06秒で走っている。この年、ワールズベスト10K（ロード10km）で33分25秒、プラハハーフマラソンで1時間12分15秒、プリフォンテーンクラシック・10000mで32分50秒13の自己ベストをマークした。8月にはウクライナ代表としてロンドンオリンピック・女子マラソンに出場を果たし、2時間24分32秒の記録で5位入賞の成績を残した。
2013年1月、2年連続で出場した大阪国際女子マラソンは中盤から独走態勢に入った福士加代子を追い上げて残り1km付近で逆転、2時間23分58秒の記録で優勝を飾った。2014年、2015年の大阪国際女子マラソンにも出場し、3年連続での優勝を果たした。
ところが2015年9月、ウクライナ陸連はタチアナに対し、血液データを蓄積して変化を調べる「生体パスポート」の検査で異常値を示した為に、ドーピング違反と裁定。翌2016年開催のリオデジャネイロオリンピックを含めて、2019年9月まで4年間公式試合への出場停止処分を科した。これにより、2012年ロンドン五輪5位入賞や大阪国際女子マラソン3連覇など、過去の記録も2011年8月までさかのぼって全て抹消された。

## 成績
| 年   | 大会                 | 場所     | 順位 | 種目     | 記録          |
| ---- | -------------------- | -------- | ---- | -------- | ------------- |
| 2011 | 世界選手権           | 大邱     | 15位 | マラソン | 2時間31分58秒 |
| 2012 | 大阪国際女子マラソン | 大阪     | 2位  | マラソン | 2時間24分46秒 |
| 2012 | オリンピック         | ロンドン | 5位  | マラソン | 2時間24分32秒 |
| 2013 | 大阪国際女子マラソン | 大阪     | 優勝 | マラソン | 2時間23分58秒 |
| 2014 | 大阪国際女子マラソン | 大阪     | 優勝 | マラソン | 2時間24分37秒 |
| 2015 | 大阪国際女子マラソン | 大阪     | 優勝 | マラソン | 2時間22分09秒 |